# يفهين كوفالينكو
يفهين كوفالينكو (بالأوكرانية: Коваленко Євгеній Олегович)‏ هو لاعب كرة قدم أوكراني في مركز الوسط، ولد في 11 أغسطس 1992 في زاباروجيا في أوكرانيا. لعب مع ميتالوره زابورجيا.

## وصلات خارجية
- يفهين كوفالينكو على موقع اتحاد أوكرانيا (الإنجليزية)
- يفهين كوفالينكو على موقع قاعدة بيانات كرة القدم.إي يو (الإنجليزية)
- يفهين كوفالينكو على موقع Soccerway.com (الإنجليزية)
- يفهين كوفالينكو على موقع عالم كرة القدم.نت (الإنجليزية)